# Champsaur
Pour les articles homonymes, voir Champsaur (homonymie).
Le Champsaur est la haute vallée du Drac entre ses sources et son entrée dans le lac du Sautet. On inclut souvent sous ce nom le Valgaudemar, vallée affluente parcourue par la Séveraisse, qui se jette dans le Drac peu avant le lac.
Il est un des neuf « pays » qui, selon les termes du comité départemental du tourisme, constituent le département des Hautes-Alpes.

## Géographie
Géographiquement, le Champsaur fait partie du bassin de l'Isère, alors que la quasi-totalité des Hautes-Alpes appartient au bassin de la Durance.

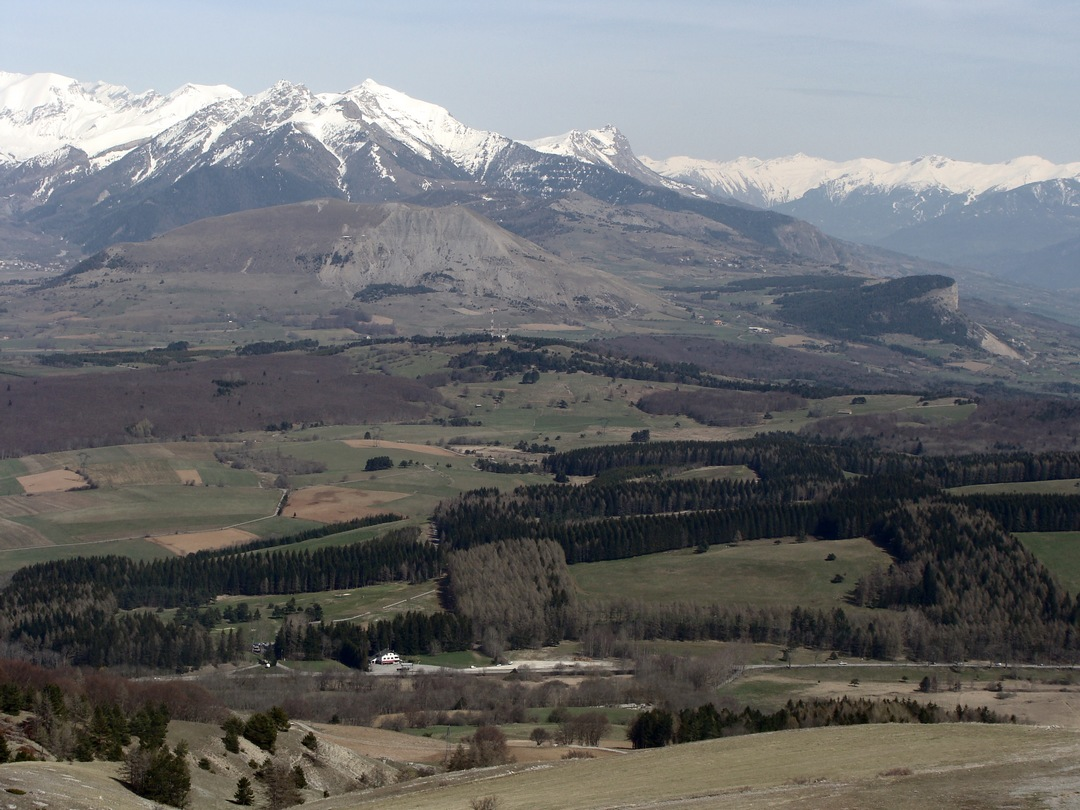
Le seuil de Bayard-Manse vu du col de Gleize ; au fond le Piolit et les aiguilles de Chabrières.

Il est bordé à l'ouest par le massif du Dévoluy, partie des Préalpes de nature calcaire, et au nord et à l'est par le massif des Écrins (Olan, Vieux Chaillol), partie des Alpes de nature cristalline. Il est séparé de la cuvette de Gap, au sud, par la ligne de partage des eaux entre Durance et Isère, vaste seuil allant des derniers sommets du sud de la chaîne des Bans (le Piolit, altitude 2 464 mètres) jusqu'aux contreforts du Dévoluy (le pic de Gleize, 2 161 mètres), en passant par les cols de Moissière (1 573 mètres), de Manse (1 269 mètres) et Bayard (1 250 mètres), qui font communiquer la région de Gap - Embrun et le Dauphiné.
La vallée du Champsaur est d'origine glaciaire. Lors de la dernière grande glaciation, le glacier d'Orcières, parallèle au glacier de la Durance, butant sur le massif du Dévoluy, se trouva déporté vers le nord. Il se logea dans le sillon formé par le contact entre les Préalpes calcaires et le massif cristallin, où il forma un lit évasé (« en U »), coupé par quelques verrous. Une fois le glacier disparu, le Drac recreusa ce fond glaciaire, et y forma une vallée au profil plus accusé (« en V »), laissant sur les flancs les restes du lit glaciaire, qui apparaissent aujourd'hui comme des hautes plaines perchées au-dessus de la rivière, par exemple à Poligny. Une autre trace de cette époque glaciaire est la plaine d'Ancelle, ancien lac suspendu, aujourd'hui comblé.

### Liste des communes
| Nom                               | Code Insee | Intercommunalité         | Superficie (km2) | Population (dernière pop. légale) | Densité (hab./km2) |
| --------------------------------- | ---------- | ------------------------ | ---------------- | --------------------------------- | ------------------ |
| Saint-Bonnet-en-Champsaur (siège) | 05132      | CC Champsaur-Valgaudemar | 35,85            | 2 034 (2014)                      | 57                 |
| Ancelle                           | 05004      | CC Champsaur-Valgaudemar | 50,66            | 903 (2014)                        | 18                 |
| Buissard                          | 05025      | CC Champsaur-Valgaudemar | 2,92             | 203 (2014)                        | 70                 |
| Chabottes                         | 05029      | CC Champsaur-Valgaudemar | 9,96             | 818 (2014)                        | 82                 |
| Champoléon                        | 05032      | CC Champsaur-Valgaudemar | 98,54            | 144 (2014)                        | 1,5                |
| Les Costes                        | 05043      | CC Champsaur-Valgaudemar | 8,78             | 177 (2014)                        | 20                 |
| La Fare-en-Champsaur              | 05054      | CC Champsaur-Valgaudemar | 10,27            | 463 (2014)                        | 45                 |
| Forest-Saint-Julien               | 05056      | CC Champsaur-Valgaudemar | 6,95             | 302 (2014)                        | 43                 |
| Laye                              | 05072      | CC Champsaur-Valgaudemar | 10,55            | 236 (2014)                        | 22                 |
| La Motte-en-Champsaur             | 05090      | CC Champsaur-Valgaudemar | 52,80            | 219 (2014)                        | 4,1                |
| Le Noyer                          | 05095      | CC Champsaur-Valgaudemar | 21,50            | 283 (2014)                        | 13                 |
| Orcières                          | 05096      | CC Champsaur-Valgaudemar | 98,27            | 701 (2014)                        | 7,1                |
| Poligny                           | 05104      | CC Champsaur-Valgaudemar | 13,81            | 316 (2014)                        | 23                 |
| Saint-Eusèbe-en-Champsaur         | 05141      | CC Champsaur-Valgaudemar | 7,83             | 147 (2014)                        | 19                 |
| Saint-Jean-Saint-Nicolas          | 05145      | CC Champsaur-Valgaudemar | 37,17            | 990 (2014)                        | 27                 |
| Saint-Julien-en-Champsaur         | 05147      | CC Champsaur-Valgaudemar | 10,04            | 347 (2014)                        | 35                 |
| Saint-Laurent-du-Cros             | 05148      | CC Champsaur-Valgaudemar | 12,69            | 509 (2014)                        | 40                 |
| Saint-Léger-les-Mélèzes           | 05149      | CC Champsaur-Valgaudemar | 6,76             | 346 (2014)                        | 51                 |
| Saint-Michel-de-Chaillol          | 05153      | CC Champsaur-Valgaudemar | 16,78            | 316 (2014)                        | 19                 |

### Climat

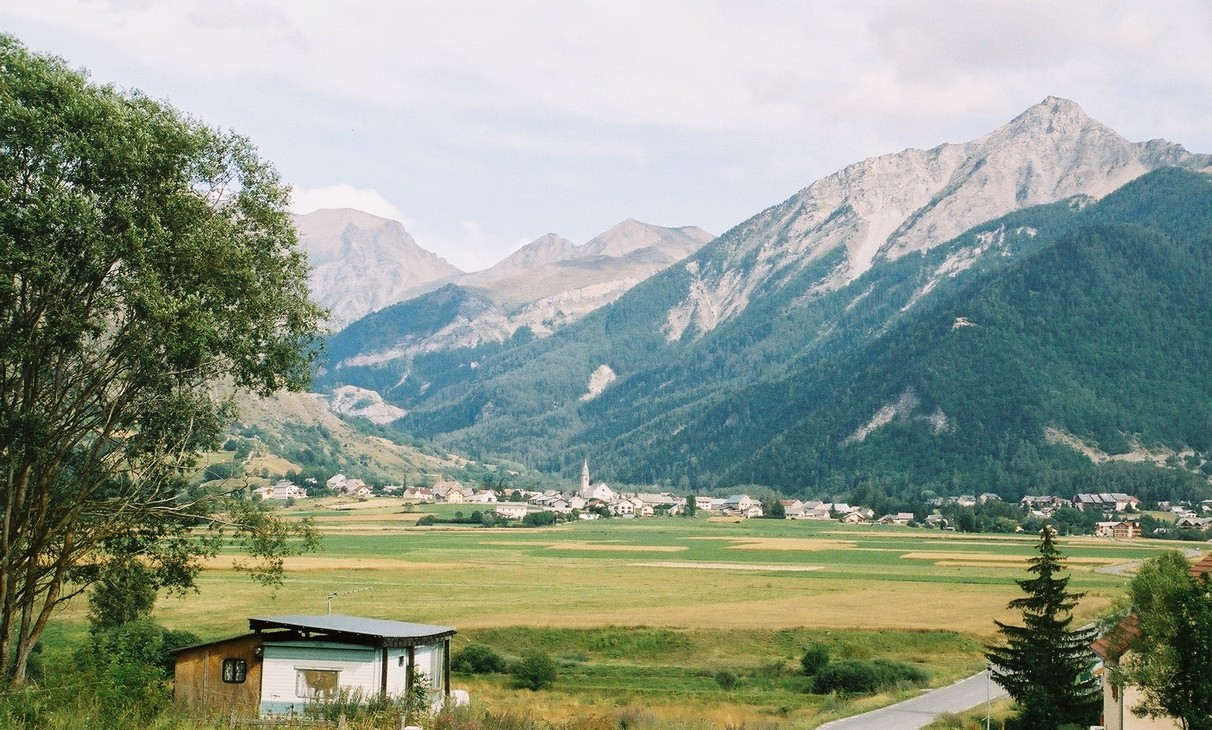
La plaine de Lachaup, Ancelle

Climatiquement, le Champsaur se distingue aussi du reste du département des Hautes-Alpes : très ouvert vers le nord, et protégé sur les autres azimuts (notamment par le massif du Dévoluy à l'ouest), il profite moins de la douceur du climat méditerranéen encore sensible à Gap, et subit le régime des bises, vents du nord qui lui amènent les nuages remontant de la cuvette de Grenoble, et, en hiver, le froid des massifs dauphinois. L'été reste par contre particulièrement agréable par sa douceur et son ensoleillement.
C'est un pays alpin, à la pluviosité assez importante (plus de 1 200 millimètres d'eau par an) mais avec un minimum estival. En 1985, 119 jours de pluie (précipitations supérieures à 0,1 millimètre), 47 jours de neige, 160 jours de gel (température minimale inférieure à 0 °C), et seulement 10 jours de chaud (température maximale supérieure à 25 °C).

### Paysage

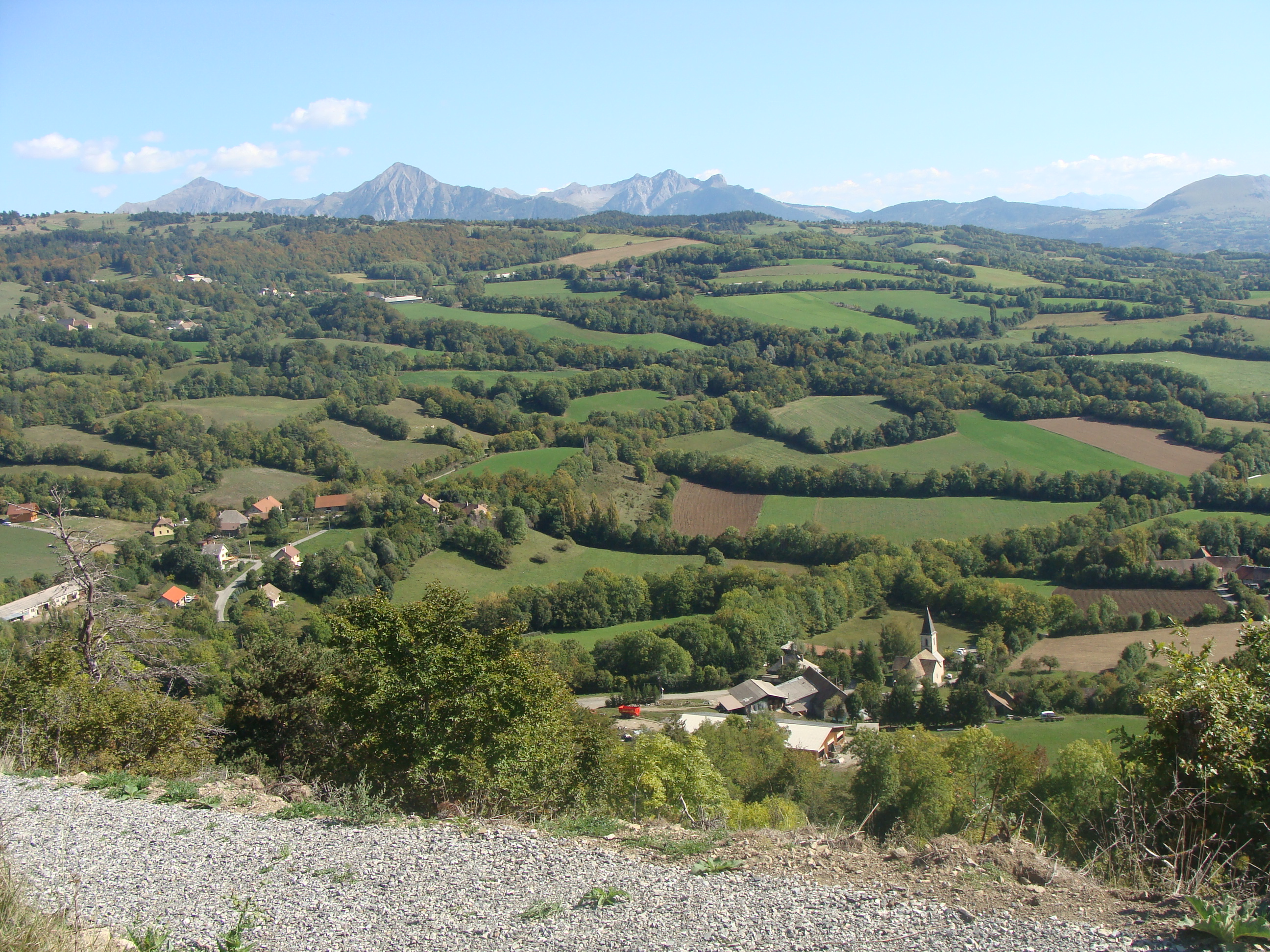
Paysage de bocage en Champsaur, vu du site des Trois-croix, commune de Bénévent-et-Charbillac

Le paysage est l'« un des rares bocages conservés en Europe » : de petites parcelles, séparées par des haies vivaces, qui les abritent du vent et du froid en hiver, leur conservent l'humidité en été, et servent d'abri à de nombreuses espèces d'oiseaux. Les nombreux canaux d'irrigation, souvent eux aussi bordés d'arbustes, complètent ce découpage de l'espace.

### En descendant le Drac
Le haut-Drac est la réunion de deux torrents coulant dans deux vallées encaissées : le Drac noir, ou Drac d'Orcières, de direction est-ouest, et le Drac blanc, ou Drac de Champoléon, de direction nord-sud. Ces deux vallées n'ont plus guère d'habitat traditionnel, l'élevage en altitude étant trop ingrat. Seuls les sports de montagne font aujourd'hui vivre ces vallées : sports d'hiver à Merlette, et randonnées sportives (GR 50 et 54) dans tout le massif.

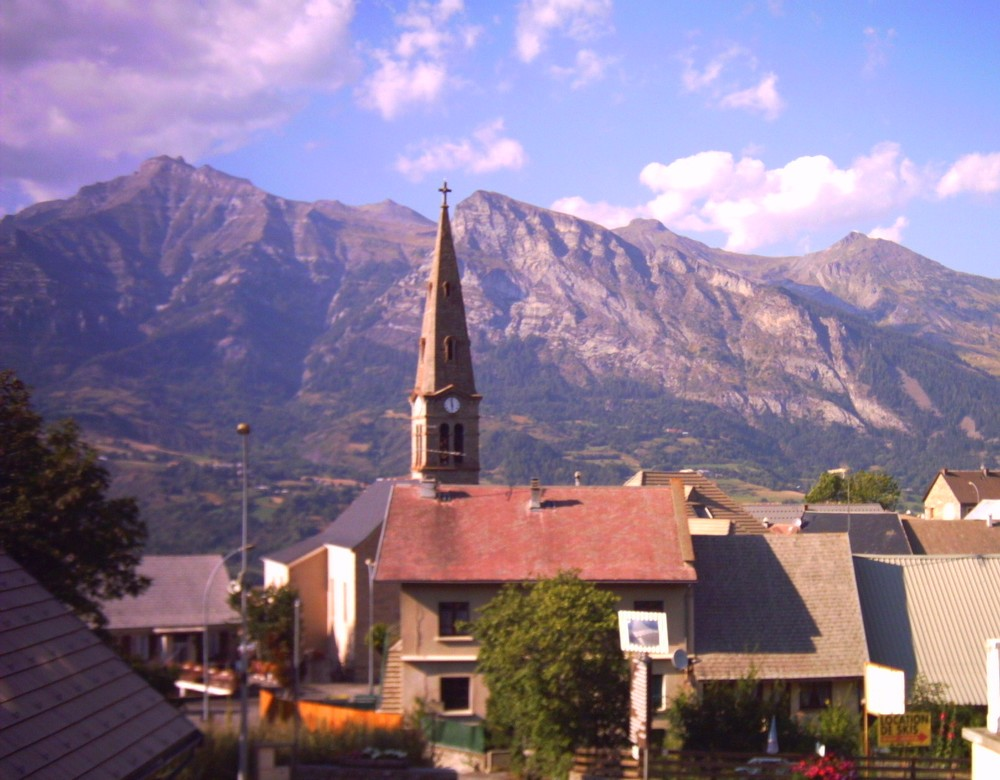
Saint-Léger-les-Mélèzes et le Soleil-Bœuf.

En aval de Pont-du-Fossé la vallée, dirigée vers l'ouest, s'élargit et laisse place à de belles étendues de pâturages, dans lesquelles se sont installés de nombreux petits villages (Chabottes, Forest-Saint-Julien, Le Cros, etc.). Cependant ici encore l'essentiel de l'activité économique repose sur le tourisme : Saint-Michel-de-Chaillol, Ancelle et Saint-Léger-les-Mélèzes sont des stations familiales de moyenne altitude (1 500 m), fréquentées principalement par les Marseillais, hiver comme été. Les résidences secondaires sont nombreuses. Une certaine diversification des activités s'opère cependant : fromageries de dimension industrielle (à Saint-Laurent-du-Cros et à Laye), pépinières, menuiseries, etc.
À Saint-Bonnet, le Drac s'oriente franchement au nord, direction qu'il gardera jusqu'à Grenoble. Saint-Bonnet, avec 1 500 habitants permanents, est la principale ville — pour ne pas dire la seule — du Champsaur ; on y trouve la plupart des commerces et services importants (du pharmacien au notaire), ce qui permet aux champsaurins de ne pas aller trop souvent à Gap. C'est de plus une ancienne ville forte, fief du sieur François de Bonne, chevalier de Lesdiguières ; des maisons du XVIe siècle bien conservées donnent à ce chef-lieu un cachet particulier.

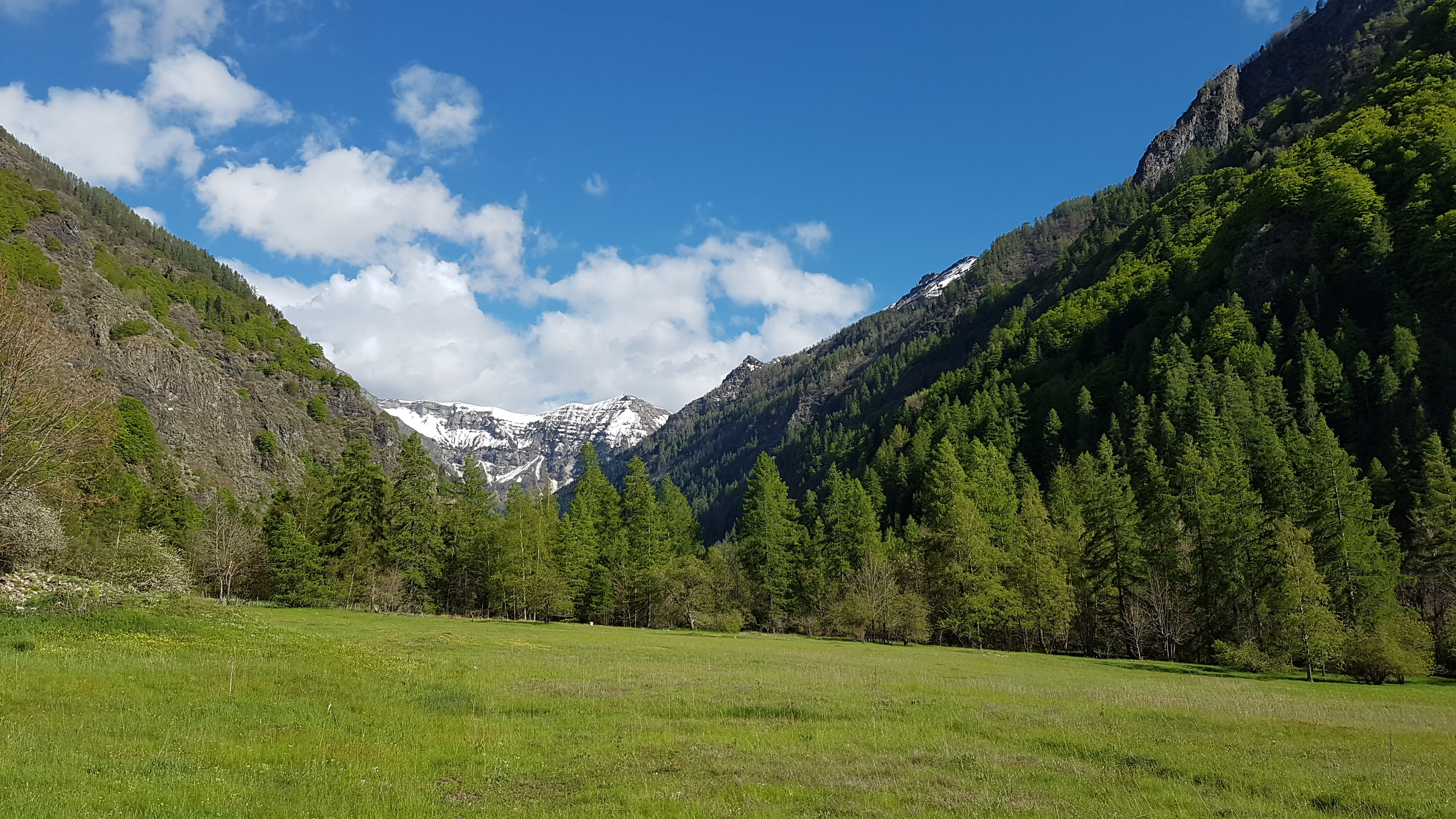
La vallée de la Séveraissette à Molines-en-Champsaur, à l'entrée du parc national des Écrins, commune de La-Motte-en-Champsaur.

Peu après Saint-Bonnet, le Drac reçoit son premier affluent important : la Séveraissette, qui arrive de l'est, sortant d'une longue vallée à l'habitat ancien. La Motte-en-Champsaur en commande l'entrée, le vieux village de Molines-en-Champsaur se trouve en retrait, et le vallon du Roy en amont conduit au pied du Vieux Chaillol.

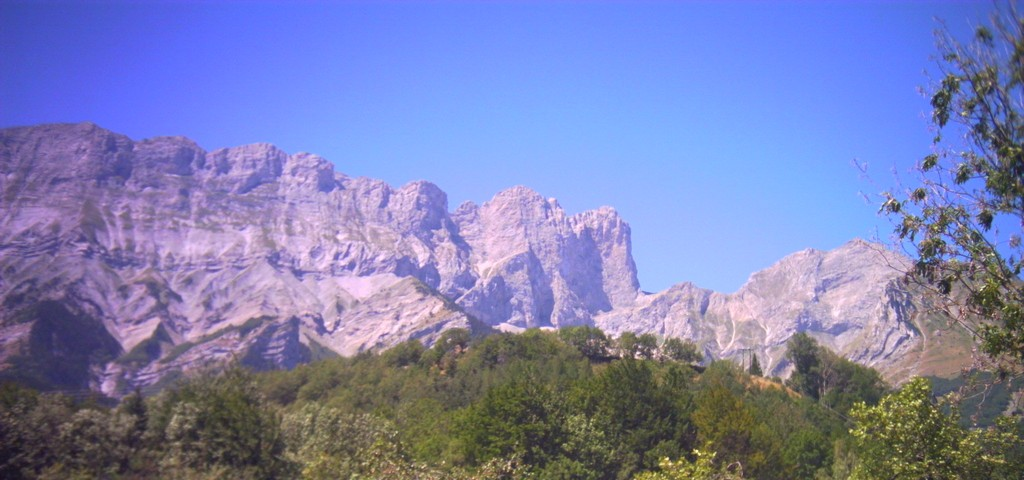
Les falaises de Faraud au-dessus du Glaizil

En aval, le Drac coule seul avec la route entre deux flancs de gravières, et les villages sont installés sur les hauts bords préservés de part et d'autre, où une activité agricole est possible :
- sur la rive gauche, La Fare-en-Champsaur, Poligny, Le Noyer, puis Le Glaizil, villages exposés au levant mais à l'ombre des falaises calcaires de Faraud ;
- sur la rive droite, Bénévent-et-Charbillac, Saint-Eusèbe, Les Costes, Chauffayer, plus à l'aise dans des paysages vallonnés et ensoleillés.

Juste avant l'entrée du défilé du Loup, le Drac reçoit, toujours par l'est, son principal affluent : la Séveraisse, issue du Valgaudemar
Enfin, sous le village d'Aspres-lès-Corps, le Drac atteint enfin le défilé des gorges du Loup, où il quitte le Champsaur, les Hautes-Alpes et la région Provence-Alpes-Côte d'Azur pour l'Isère et la région Auvergne-Rhône-Alpes.

## Toponymie
La plus ancienne mention d'un nom pour ce pays date de 1027, dans une bulle du pape Jean XIX : regio quæ vocatur Camsaurus ; on trouve ensuite, en 1116, Campo Sauro et Campi Sauri (Ch.de Durbon), puis, en 1340, ducatus Campi Auri ; en 1504 Champsaour, en 1552 Champsor, etc.
Les formes anciennes impliquent un « champ saur », c'est-à-dire « champ jaune » .

## Histoire

### Antiquité et Moyen Âge
L'occupation humaine du Champsaur semble avoir été assez tardive. Si on excepte quelques rares pièces en pierre polie trouvées à Saint-Jean-Saint-Nicolas, et un dolmen aux Roranches (commune de Saint-Jean-Saint-Nicolas), les quelques vestiges préhistoriques reconnus sont postérieurs et datent de l'âge du bronze :  355 pièces dont une parure (~1000 av. J.-C.) à l'Aubérie (Bénévent-et-Charbillac) et diverses pièces en bronze à La Fare-en-Champsaur,,.
Les plus anciens habitants connus du Champsaur sont les Tricorii, une tribu celtique (gauloise) qui peuplaient la totalité du bassin du Drac, mentionné sous la forme Tricus, et de l'actuel Trièves, voisinant avec les Caturiges de la région d’Eburodunum (Embrun) et Vapincum (Gap),. Les ours étaient présents dans la région, comme en témoignent les toponymes médiévaux conservés : Orcières, Montorcier (Mons Urserii), bien qu'il puisse s'agir également de noms de personnages vivant au Moyen Âge, Ursus étant un anthroponyme répandu à l'époque.
Une tradition locale, non étayée, voudrait qu'Hannibal, marchant sur Rome, en 218 av. J.-C., ait remonté la vallée du Drac et quitté le Champsaur par le col de Freissinières.
Entre 125 et 121 av. J.-C., les Romains occupent toute la région allant des Alpes aux Pyrénées, qui sera dénommée successivement Gaule transalpine, Gaule romaine, puis Narbonnaise. Entre le col de Manse (passage le plus utilisé depuis la haute vallée de la Durance) et le Drac, quelques restes de villae, et surtout un buste de Jupiter Ammon, attestent d'une réelle présence locale.
L'existence de voies romaines en Champsaur est discutée. La voie Domitienne passait par Eburodunum (Embrun) et Vapincum (Gap), sans pénétrer dans le Champsaur. Bien qu'aucun texte ne le corrobore, certains pensent pouvoir affirmer qu'une voie se détachait de la voie Domitienne après Caturigomagus (Chorges), passait par le col de Manse (ou le col de Moissières), puis traversait le Drac, et rejoignait à Saint-Firmin une autre voie secondaire reliant Briançon au Trièves par le Valgaudemar. Le toponyme Manse (mansio en latin désigne une halte), le chemin dit « voie romaine » sur la commune de Forest-Saint-Julien, le « pont roumieux » sur la Séveraissette, en seraient des traces, bien minces il est vrai. Une autre voie passant par le col Bayard et suivant la rive gauche du Drac, tout aussi hypothétique, est aussi évoquée.
De fait, avant l'arrivée des Romains les occupants de la région disposaient d'un véritable réseau de routes, que les Romains eurent seulement à adapter à leurs besoins. Ainsi, le « chemin protohistorique reliant la plaine du Pô à la Gaule transalpine par le Montgenèvre », devenu via per Alpem cottiam dans le royaume de Cottius, fut réaménagé et devint la via Domitia. Quant aux voies traversant le Champsaur, elles furent évidemment utilisées par les Romains pour rejoindre Grenoble, mais sans être transformées en véritables voies romaines.
Aux Ve et VIe siècles, invasions et annexions se succèdent : Vandales, Burgondes — dont un chef, nommé Gaudemar (ou Godemar), s'installe dans la vallée de la Séveraisse, à laquelle son nom est resté attaché —, Ostrogoths, Francs, Lombards,. Une relative stabilité s'instaure à partir du VIIe siècle, où la chrétienté s'établit. En 673, les moines de l'abbaye Saint-Victor de Marseille édifient un prieuré dédié à Bonnet, évêque de Clermont ; le bourg qui l'entoure bientôt deviendra, sous le nom de Saint-Bonnet, la « capitale » du Champsaur. En 739, le patrice Abbon, gouverneur de Suse, en Piémont, légua ses paroisses du Haut-Champsaur à l'abbaye de la Novalaise, qu'il avait lui-même fondée en 726. Novalaise léguera ses droits à l'abbaye de Breme, qui les cèdera peu après à l'ordre de Cluny : en 950, l'abbé Guillaume IV de Saint-Chaffre en Velay en était gestionnaire.
La tradition locale rapporte qu'au début du Xe siècle, de nombreux Sarrasins étaient installés dans la haute vallée du Drac ; en témoigneraient par exemple une grotte des Sarrasins au-dessus du confluent du Drac noir et du Drac blanc, une tour sarrasine emportée par le Drac en 1856, peut-être aussi le hameau voisin des Tourengs. Après de nombreuses exactions, dont l'attaque de Maieul, abbé de Cluny au « pont d'Orcières », en 974, ces Sarrasins auraient été décimés au lieudit Chamort (champ mort), proche de Saint-Jean, par Guillaume Ier de Provence, et chassés définitivement de la régionFaure 2005, p. 41.
Les historiens récusent cette lecture de l'Histoire. Joseph Roman, archiviste et historiographe des Hautes-Alpes, conclut, après étude, qu'« on ne sait rien ou presque des invasions sarrasines dans nos contrées », et qu'« il ne reste dans les Alpes aucune trace de constructions datant des Sarrasins ». Les toponymes comportant un radical maur, comme Puymaure, sont sans rapport avec les Sarrasins qui « au Moyen Âge, ne sont jamais nommés Mauri mais Sarraceni ». L'attaque de Mayeul par des pillards, dont il ne conteste pas la relation, ne prouverait pas non plus selon lui qu'il y ait eu une présence sarrasine importante. En tous cas, « cette occupation sarrasine du Xe siècle, si elle a eu lieu, ne fut ni aussi longue ni aussi complète qu'on l'a prétendu ». Robert Latouche, membre de l'Institut de géographie alpine, qualifie de « fantaisies archéologiques » les attributions aux Sarrasins de « monuments qui n'ont aucun style », de fantaisie aussi la volonté de faire de l'adjectif maur, qui est synonyme de brun, un qualificatif de lieux sarrasins, alors que « Rochemaure, par exemple, est l'équivalent de Rochebrune ». Il souligne enfin que « ces Sarrasins étaient de vulgaires pillards qui se postaient près des cols des Alpes pour détrousser les voyageurs et les pèlerins se rendant en Italie, comme aujourd'hui des bandits dévalisent les trains internationaux en Roumaine et en Serbie ». Pour lui, « les pirates du Xe siècle auraient été oubliés si, vers la fin du XIe, les Sarrasins n'étaient revenus d'actualité » du fait des croisades. « Tout naturellement, les gens du peuple, ou plutôt des pseudo-savants, ont prétendu retrouver leur trace partout [...] En réalité, les envahisseurs du Xe siècle n'avaient laissé aucune trace dans notre pays ». Quant à l'attaque de Mayeul, Latouche rejoint la quasi-totalité des historiens pour la replacer géographiquement loin du Champsaur : elle a eu lieu auprès de la commune suisse d'Orsières, au bord de la Drance, au pied du col du Grand-Saint-Bernard.

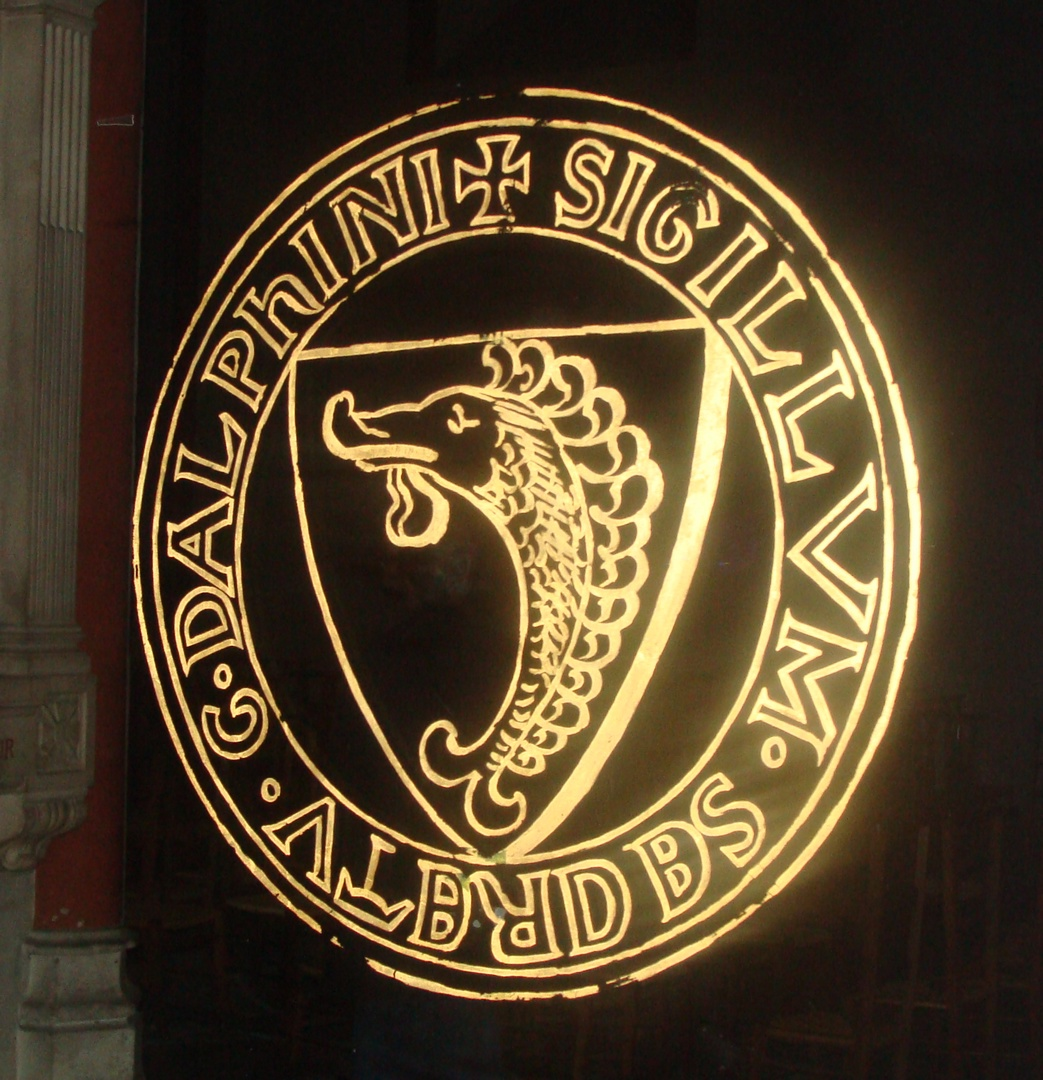
Le sceau des Dauphins sur la porte de la collégiale Saint-André de Grenoble

Au XIe siècle, le seigneur de Montorcier et l'évêque de Gap se partageaient la possession des terres du Champsaur. Au XIIe siècle, le Champsaur échut aux comtes de Forcalquier. D'abord vassaux des comtes de Provence, les comtes de Viennois, dits dauphins, prirent peu à peu possession du pays, depuis nommé Dauphiné.
Humbert II, le dernier des dauphins, fut un réformateur aimé des populations. En 1307, il les autorisa à léguer leurs biens ; il fit du château de Montorcier, acquis par un de ses ancêtres sur la paroisse de Saint-Jean, sur le haut Drac, une résidence somptueuse. Lorsqu'en 1349 André, son fils unique, décéda en bas âge, Humbert II décida de renoncer à ses États ; n'ayant pu les vendre à Benoît XII, pape en Avignon, il les légua à Philippe de Valois, bientôt roi de France sous le nom de Philippe VI, moyennant 200 000 florins, et à la condition que le fils du roi en soit le seigneur : le Dauphiné —dont le Champsaur— était désormais français, et le titre de Dauphin échut aux fils des rois successifs.
Le Dauphin Louis II, fils de Charles VII, séjourna longtemps à Grenoble, et faisait régulièrement étape à Montorcier sur la route d'Embrun. Il était proche des populations, et parlait leur langue. Devenu roi sous le nom de Louis XI, il donna des armoiries à plusieurs familles du Champsaur. En 1442, il autorisa le creusement d'un canal de Pont-du-Fossé à Saint-Laurent. En 1447, il exempta d'impôt les habitants de Champoléon dévastés par une crue du Drac Blanc.

### Époque moderne et contemporaine
Lors des guerres de religion, François de Bonne, natif de Saint-Bonnet, entraîna le Champsaur dans le camp des Réformés. Il enrôla les paysans, et ses troupes firent des ravages jusqu'à Gap, où Bonne se fit construire une citadelle sur la colline de Puymaure, Embrun, dont la cathédrale fut brûlée et transformée en temple, et Corps, villes fidèles à la foi catholique. Mais lorsque Bonne, devenu duc de Lesdiguières et pair de France en 1611, se convertit au catholicisme, il ramena « son » Champsaur au royaume de France et le pacifia. Il en devint le bienfaiteur, construisant des ponts et des hôpitaux, et organisant l'administration du Dauphiné dans son ensemble.
En 1692, les troupes du duc Victor-Amédée II de Savoie ravagèrent la région (on leur doit notamment la destruction quasi totale du château de Lesdiguières), mais n'en prirent pas possession.
Par rachats successifs, de 1686 à 1730, les jésuites du collège d'Embrun devinrent seigneurs d'Orcières et propriétaires d'une grande partie du Haut-Champsaur.
En 1790, le Champsaur-Valgaudemar et le Dévoluy furent intégrés au département des Hautes-Alpes, dans l'arrondissement de Gap, sauf les communes d'Orcières, Champoléon et Saint-Jean-Saint-Nicolas, qui furent rattachées à l'arrondissement d'Embrun, avant de revenir à celui de Gap lorsque celui-ci fut supprimé en 1926.

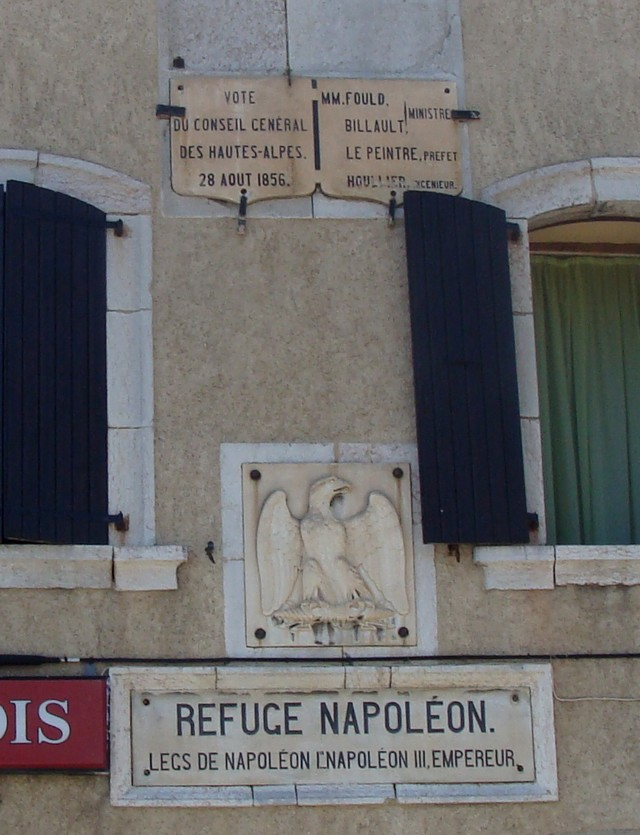
Refuge-Napoléon du col de Manse (détail)

En 1801, quelques Champsaurins refusèrent le Concordat, et s'organisèrent pour rester fidèles au « Pape à Rome », terme vite ridiculisé en Patarons, sobriquet évoquant les patareaux (serpillères).
Lors de son retour de l'Île d'Elbe, Napoléon traversa le Champsaur, faisant halte le 6 mars 1815 au pied de Saint-Bonnet, où il fut chaleureusement accueilli par la population. En reconnaissance, il fit don aux Hauts-Alpins d'une somme permettant de construire six refuges aux principaux cols de la région. Ces « refuges Napoléon », finalement construits sous Napoléon III, ont depuis presque tous disparu ; celui du Col du Noyer, détruit, a été reconstruit et fait office de relais touristique en été ; celui du col de Manse a conservé ses panneaux-dédicaces.
Durant la seconde moitié du XVIIIe siècle, la population étant devenue excédentaire au regard des possibilités de l'agriculture, une vague d'émigration s'ensuivit; on estime que plus de 5 000 Champsaurins partirent vers le « nouveau monde », vendant leur peu de bien, souvent à l'État ; certains y firent fortune, quelques-uns revinrent. D'autres partirent de même en Algérie, dont la famille de Paul Robert, futur auteur du dictionnaire qui porte son nom.
En 1881, le Champsaur comptait plus de 15 000 habitants ; en 2005, cette population n'était plus que de 5 000 environ, mais manifeste, depuis peu, une nette tendance à la reprise.

## Économie
Aucune industrie n'est implantée en Champsaur, mais les petites entreprises de production, de transformation ou de construction sont nombreuses, et ont permis à une partie importante de la population de continuer à vivre dans le pays : laiteries (notamment à Saint-Bonnet et Saint-Eusèbe), fromageries (à Saint-Laurent-du-Cros et à Laye), pépinières, menuiseries, mielleries (Poligny), entreprises de transport (Ancelle), etc.
Les commerces ont déserté de nombreux villages, mais restent nombreux dans deux centres principaux : Saint-Bonnet - la Fare (2 supermarchés et plusieurs dizaines de commerces de détail) et Pont-du-Fossé. Les marchés sont nombreux en été, et un marché hebdomadaire fonctionne toute l'année à Saint-Bonnet.
L'élevage, anciennement destiné à leur propre subsistance, a toujours été une activité essentielle des Champsaurins. Les importants travaux d'irrigation du XIXe siècle lui ont donné un essor remarquable. « Si les Alpes étaient un mouton, disait-on, le Champsaur en serait le rognon ». Aujourd'hui la région exporte sa production de viande : bovins élevés en étable principalement dans le bas-Champsaur, ovins en estive dans les vallées, et quelques chèvres. Avec 18 millions de litres par an, le Champsaur était en 2005 la première zone de production laitière de la région PACA. Une notable proportion de ce lait est transformée sur place en fromage : deux entreprises locales, l'une à Laye, l'autre à Saint-Laurent-du-Cros, assurent la quasi-totalité de la production et de la commercialisation.

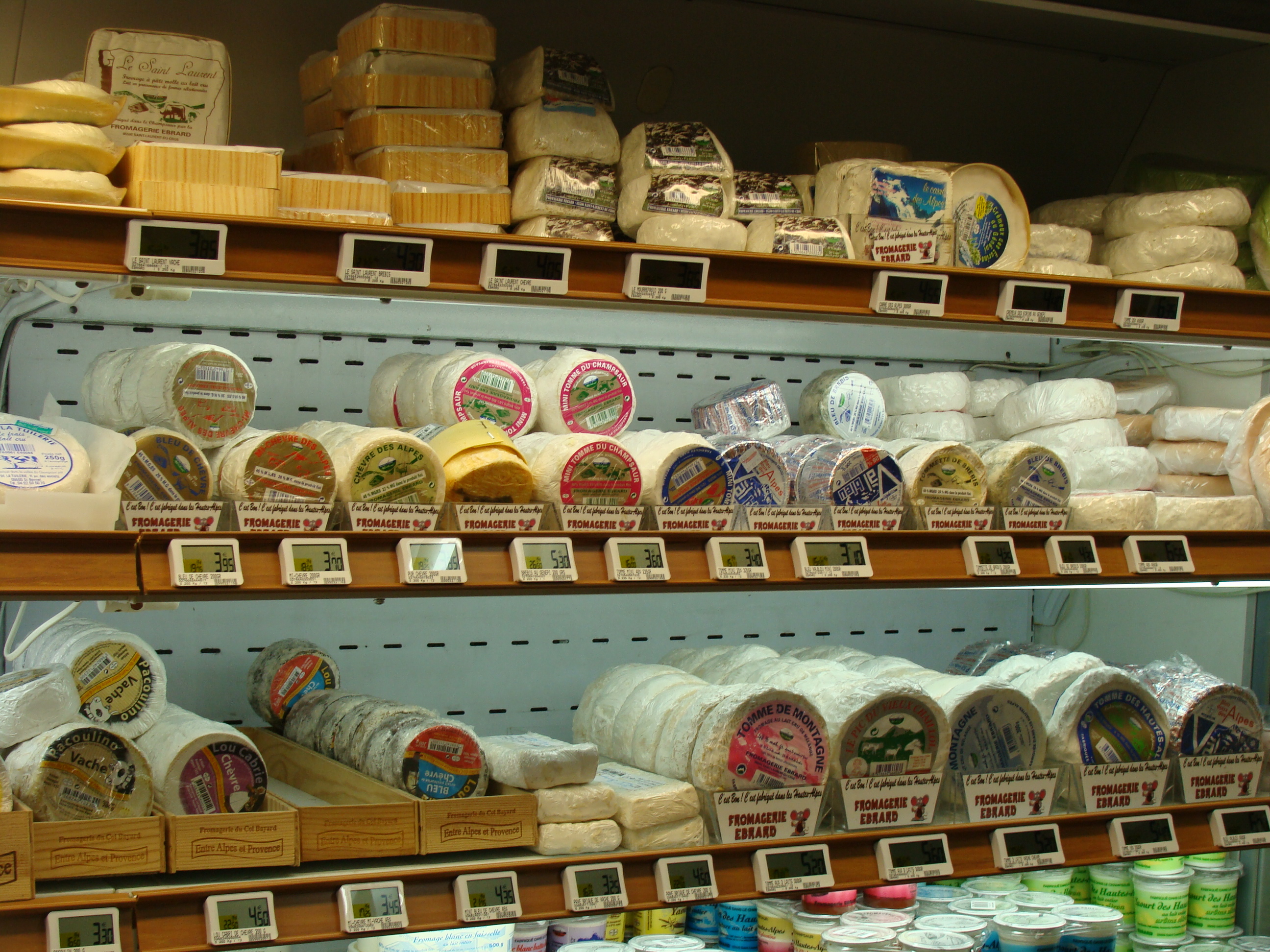
Un étal de fromages du Champsaur

La production fromagère est très variée. Il s'agit le plus souvent de tommes, de dimensions diverses, associant parfois plusieurs laits : tomme de montagne, tomme des Hautes-Alpes, tomme du Champsaur, Chaudun, Moutet, Pacoulino, lou Cabrié, Bleu de Bayard, Persillé du col Bayard, Aiguille d'Orcières, Gavoua, lou Baïle, le Testard, Le Pic du Vieux Chaillol, Tome aux deux laits, Tome aux trois laits, Tome grise, Fromage au génépy, etc. Le Saint-laurent se distingue par sa forme carrée. On ne trouve plus « cette célébrité du Champsaur qu'était le fromage de Champoléon », couvert d'une épaisse croûte orange, à pâte striée en son milieu d'une raie bleue comme le Morbier.

### Tourisme
Le tourisme, estival et hivernal, est développé, mais de manière plus modérée que dans le Dauphiné voisin ou en Savoie : mis à part Orcières 1850, les stations du Champsaur sont de dimension familiale : Ancelle, Saint-Léger-les-Mélèzes, Saint-Michel-de-Chaillol, Laye. La part du tourisme dans l'économie de la vallée (infrastructures, hébergement, services, emplois temporaires) est aujourd'hui prépondérante. Les divers « gîtes » et « chambres d'hôtes » se multiplient jusque dans les plus petits villages (3 dans le seul hameau des Forestons, commune de Poligny).
Sports d'hiver

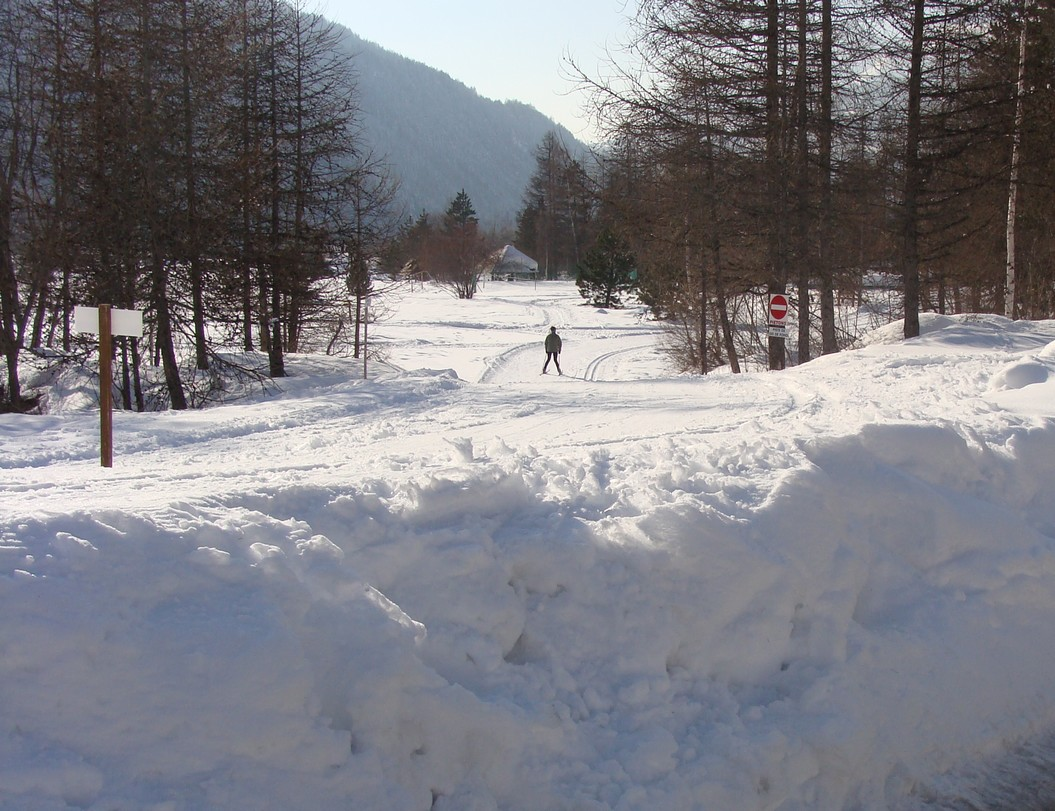
Ski de fond à Orcières

Plusieurs communes du Champsaur permettent des activités sportives d'hiver :
- ski de piste à Orcières-1850, Serre-Eyraud, Saint-Léger-les-Mélèzes, Chaillol, Ancelle, Laye, Saint-Firmin (l'Esparcelet) ;
- ski nordique et raquettes à Orcières (base de loisirs), Champoléon, Saint-Léger, Ancelle, Laye, Gap-Bayard et dans tout le Valgaudemar ;
- ski de printemps à Orcières et Champoléon ;
- traineau à chiens à Orcières, Ancelle, Saint-Léger ; ski joering à Ancelle et Saint-Léger ;
- patinoire à Pont-du-Fossé, Orcières, Ancelle, et Saint-Bonnet ;
- plongée sous glace, conduite sur glace, motoneige à Orcières (base de loisirs).

Les installations se sont développées soit sous forme de « stations » (Orcières-1850, Chaillol-1600, Laye-station), au demeurant modestes, soit par une simple extension du village (Saint-Léger, Ancelle), donnant à cette forme de tourisme un caractère familial. La clientèle est principalement régionale (Marseille et la Provence).
Randonnée pédestre
Le Champsaur et le Valgaudemar offrent de très nombreuses possibilités de randonnées dont une grande partie est au patrimoine mondial de l'UNESCO. Plusieurs centaines de kilomètres de sentiers sont balisés : 250 en haut-Champsaur, 300 en Champsaur et 440 en Valgaudemar. De plus 70 kilomètres de circuits commentés sont proposés aux amateurs de découverte de la nature. Ces itinéraires sont très variés, du plus accessible (comme le circuit du canal de Mal-Cros) au plus sportif (notamment en Valgaudemar). Principaux sentiers balisés :
- sentiers de grande randonnée : tour du Haut-Dauphiné (GR 50, section), tour du Vieux-Chaillol (GR 542), col de Saume - col de Chétive (GR 93, section) ;
- GR de pays : la Valgaude (tour du Valgaudemar) ;
- sentiers de découverte : canal de Mal-Cros (Chaillol), sentier botanique Dominique-Villars (le Noyer), sentier du patrimoine du Pont-Blanc (Forest-Saint-Julien).

Début 2009, une Commission locale de la randonnée, regroupant tous les acteurs institutionnels (communes, Parc des Écrins, ONF, offices de tourisme) et les associations (randonneurs, chasseurs) a été créée afin d'entretenir ces itinéraires et d'améliorer l'offre, notamment pas une standardisation de la signalétique.
Cyclisme

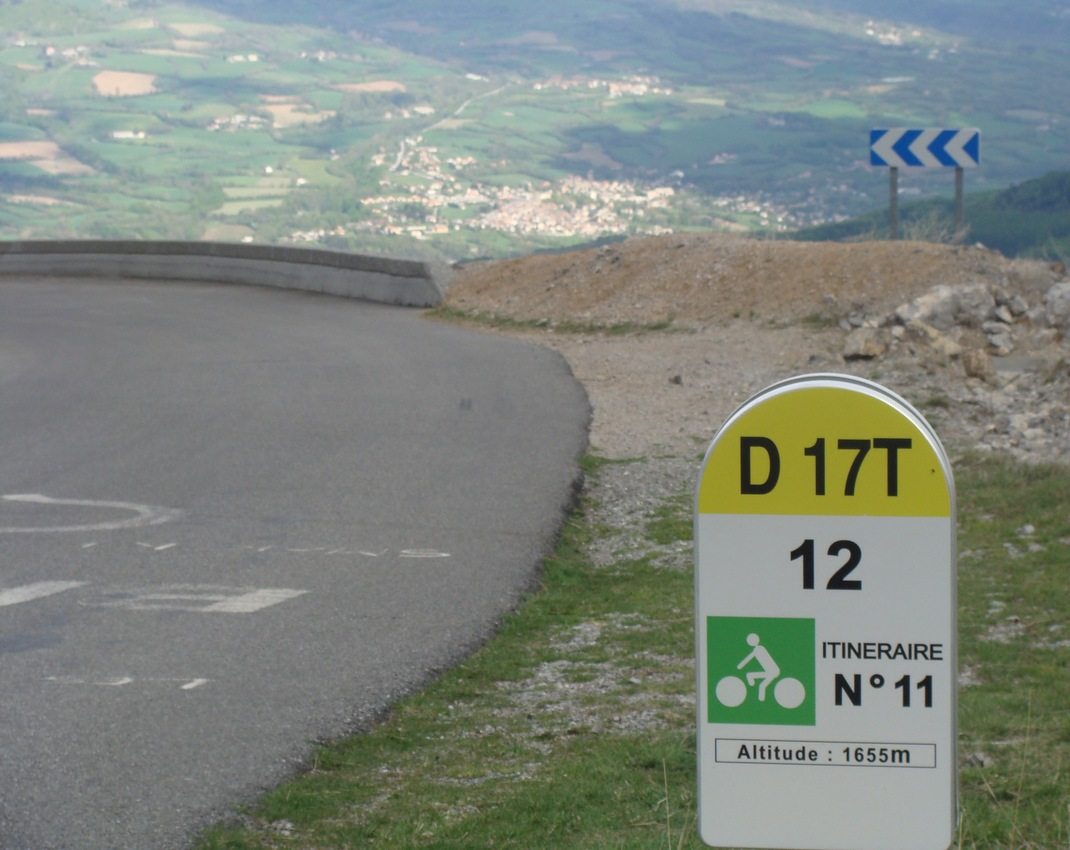
Itinéraire cyclotouriste balisé (col du Noyer)

- 5 itinéraires cyclotouristes balisés, du facile (vallée de Champoléon) au difficile (col du Noyer)
- 230 kilomètres de pistes VTT-FFC balisées dans l'ensemble du site Champsaur-Valgaudemar
- bike park à Orcières

L'ascension du col du Noyer est une classique du cyclotourisme ; la route est parfois fermée aux automobilistes pour permettre des regroupements de cyclistes (le dernier a eu lieu le 10 août 2011 en nocturne).
C'est en Champsaur que s'est tenu le championnat de France 2004 de cyclisme sur route, remporté par Thomas Voeckler (et le féminin par Jeannie Longo). Le Tour de France a fait étape quatre fois à Orcières-Merlette, et franchi quatre fois le col du Noyer.
Activités d'eau vive

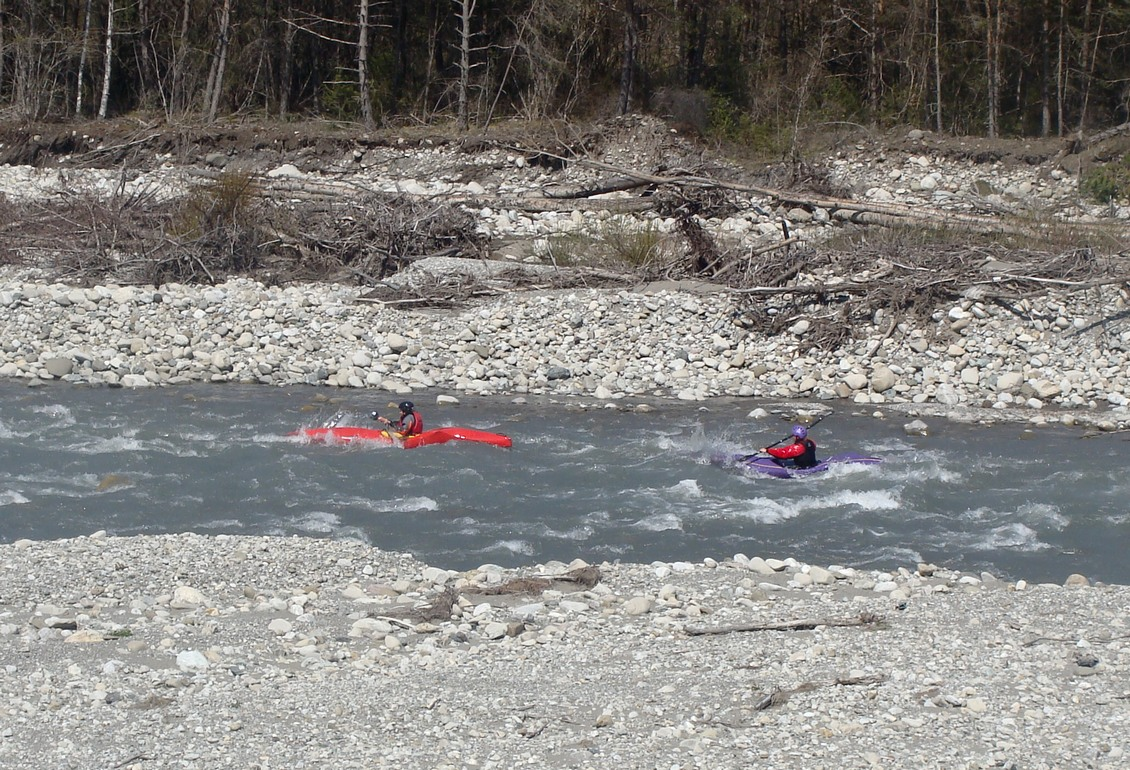
Kayakistes sur le Drac

- Rafting, canoë-kayak sur le Drac (de Saint-Bonnet à la Guinguette, itinéraire de compétition) et sur la Séveraisse (la Chapelle-en-Valgaudémar)

Divers
- Tyrolienne à Orcières (une des plus longues d'Europe : 1 870 mètres)
- Parcs-aventures à Laye, Saint-Léger, Orcières, Champoléon
- Plan d'eau du Champsaur (Saint-Julien), en juillet et août
- Piscine à Saint-Bonnet, Orcières, Saint-Firmin
- Sites d'escalade :
  - équipés : les Baumes (Champoléon), la Rouanne (Ancelle), Meyzel (Saint-Jean-Saint-Nicolas)
  - autres sites : Lesdiguières (le Glaizil), Colombeugne (Valgaudemar), Corbière (Saint-Jean-Saint-Nicolas).

Source : Maison du tourisme du Champsaur et Valgaudemar.

## Vie de la vallée

### Habitat
L'habitat est semi-dispersé : la plupart des communes sont composées de plusieurs hameaux ayant leur personnalité propre ; la population permanente par commune est faible, de l'ordre de 100 à 200 habitants pour la plupart ; seule Saint-Bonnet, la « capitale » historique et économique, dépasse le millier. L'afflux touristique, bien que moindre que dans les Alpes du Nord, multiplie brusquement ces chiffres, en hiver pour quelques stations de ski, et en été pour de nombreuses autres communes.
Les maisons traditionnelles du Champsaur sont le plus souvent orientées plein sud et comportent généralement des pièces à vivre en rez-de-chaussée, et une grange en étage, avec accès extérieur soit par derrière pour les maisons de la rive droite soit par une rampe nommée « montage » pour les maisons de la rive gauche (car orientées plein sud). Lorsque le propriétaire était assez riche pour avoir du bétail, la maison comportait, accolée aux pièces à vivre, une étable, qu'on nomme encore aujourd'hui « écurie ». Dans ce cas, il pouvait y avoir une chambre supplémentaire au-dessus des pièces du rez-de-chaussée. Les bâtiments ont leur façade au sud, et les toits sont couverts de petites tuiles en écailles ou d'ardoises en losanges (parfois les deux), souvent sur génoises.
Les résidences secondaires sont nombreuses, qui appartiennent pour l'essentiel à des habitants de Marseille, Grenoble ou Lyon.

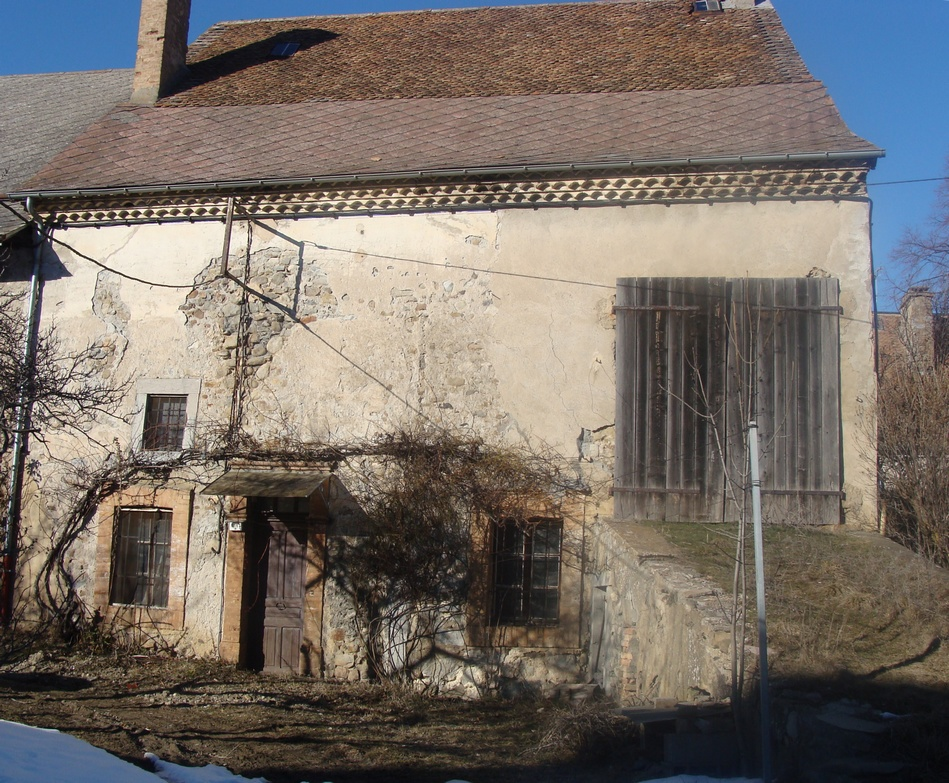
Une maison traditionnelle avec son montage ; toit à tuiles en écailles et ardoises, sur génoise
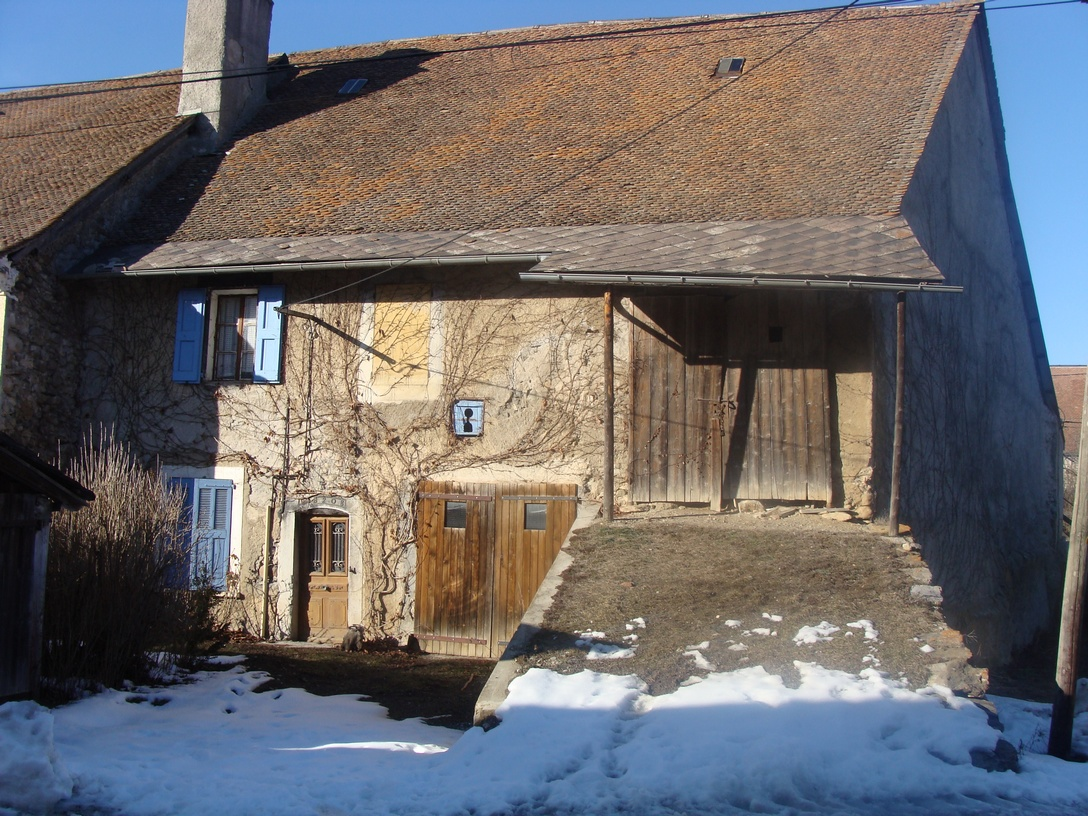
Une maison traditionnelle avec montage et écurie
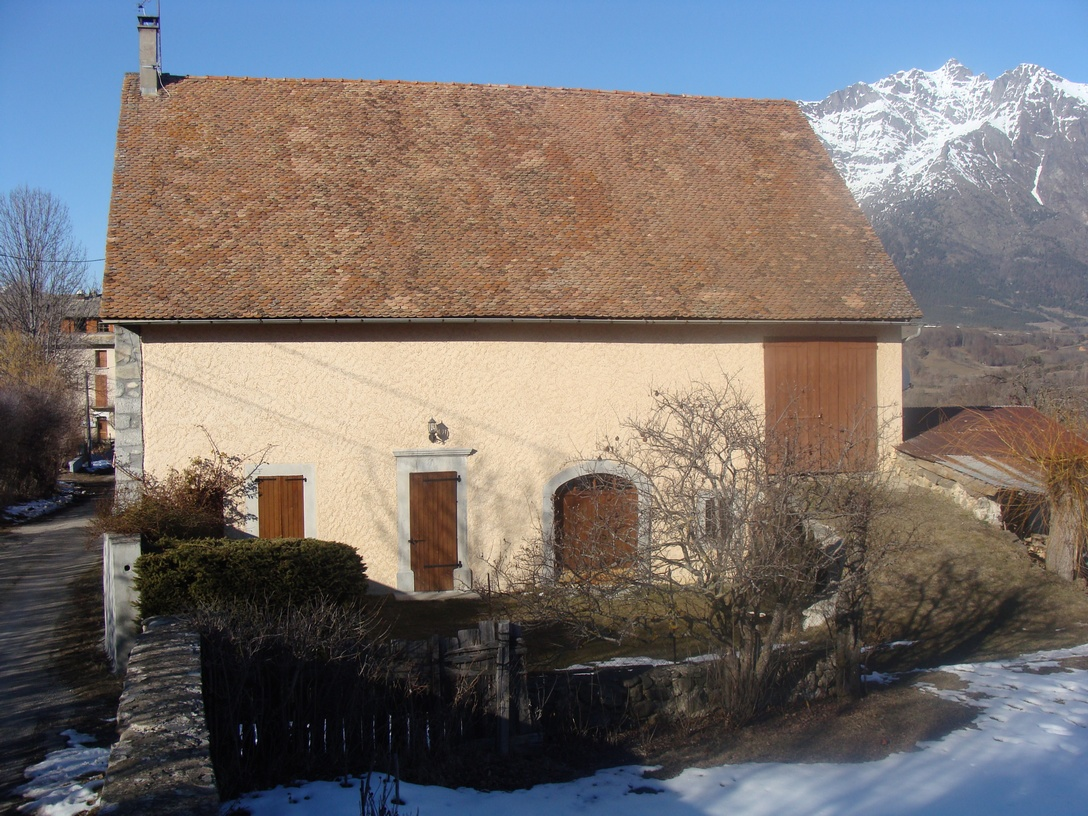
Une maison traditionnelle rénovée en résidence secondaire

### Communications
Aucune des grandes voies romaines ne le traversaient,. Cependant, il est avéré que les soldats romains circulaient fréquemment d'Eburodunum (Embrun) à Cularo (Grenoble) en suivant le Drac ; la « voie romaine » de Forest-Saint-Julien — si tant est qu'elle soit d'origine romaine — n'était au mieux qu'une voie secondaire.
Jusqu'au Moyen Âge, un des itinéraires importants entre la région lyonnaise et l'Italie passait par le Champsaur, Orcières, le col de Freyssinières (altitude 2 780 mètres) et Embrun. Cet itinéraire pourrait avoir été emprunté par Hannibal pour sa fameuse traversée des Alpes.
L'annexion par les dauphins de Viennois au XIVe siècle, l'accession au trône de France du dauphin Louis II au XVe, puis la prise en main de la région par le duc de Lesdiguières à la fin du XVIe, renforcèrent cet axe de communication vers le nord. Le passage vers la haute Durance se fait alors plutôt par le col de Moissière.
De nos jours, c'est avec la cuvette de Gap et la haute Durance que le Champsaur communique le plus naturellement. La descente du Drac jusqu'à Grenoble est longue et accidentée, alors que les cols Bayard et de Manse donnent un accès rapide au chef-lieu du département.
Vers le sud

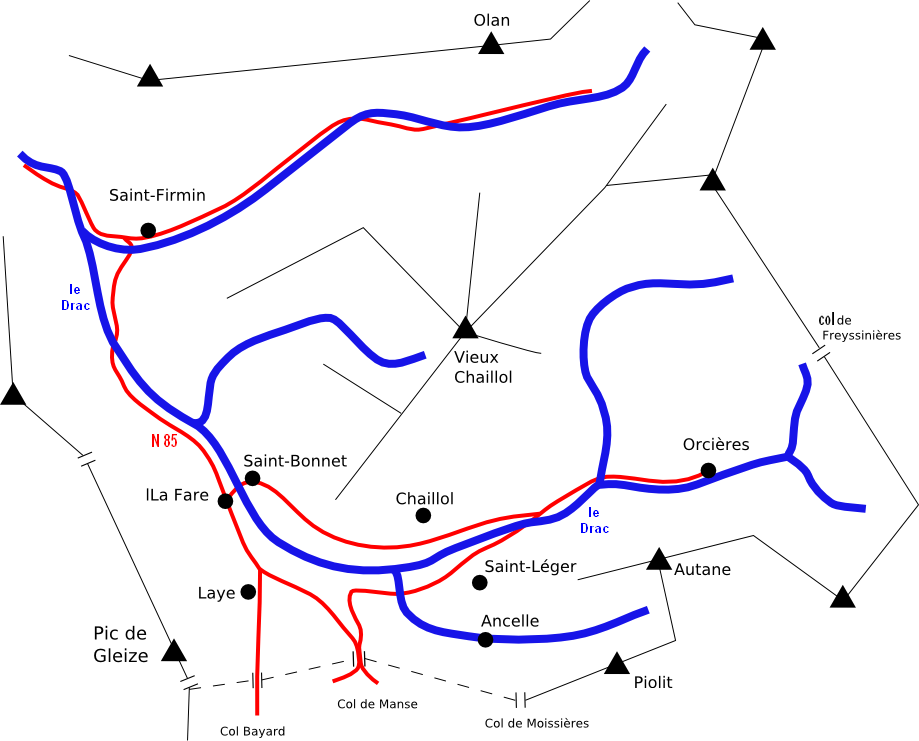
Carte schématique du Champsaur

Le Champsaur est séparé de la cuvette de Gap par la ligne de partage des eaux entre Isère et Durance. Mais cette ligne est facile à franchir : 
- la RN 85 relie le bas Champsaur à Gap par le col Bayard (altitude 1 245 mètres) ;
- la D 944 (ex-Route nationale 544) relie le haut Champsaur à Gap par le col de Manse (altitude 1 269 mètres) ;
- la RD 14 relie le bas Champsaur à la haute Durance par le col de Manse ;
- secondairement, la RD 213 relie Ancelle à La Bâtie-Neuve par le col de Moissière (altitude 1 571 mètres).

Ces cols comportent des déclivités importantes (jusqu'à 12 %), et sont sujets en hiver à des risques de gel ou de congères; mais ils restent rarement coupés plus de quelques heures, et les autochtones savent gérer ce genre de situation. Gap est à 15 kilomètres de Saint-Bonnet et à 20 de Pont-du-Fossé.
Vers le nord
La sortie du Champsaur s'effectue nécessairement par Corps. De là, la route nationale 85 continue à travers le Beaumont vers la Mure et Grenoble par un itinéraire assez sinueux et, par moments, accidenté. Il est possible de bifurquer vers le Trièves, mais cet itinéraire, très pittoresque, est encore plus lent. Grenoble est à 85 kilomètres de Saint-Bonnet, Lyon à 190 kilomètres, Paris à 660. La décision de construire une autoroute de Gap à Grenoble par le Champsaur et le Trièves, maintes fois annoncée mais chaque fois reportée, a été une nouvelle fois annulée par le Ministère à l'été 2010.
Vers l'ouest

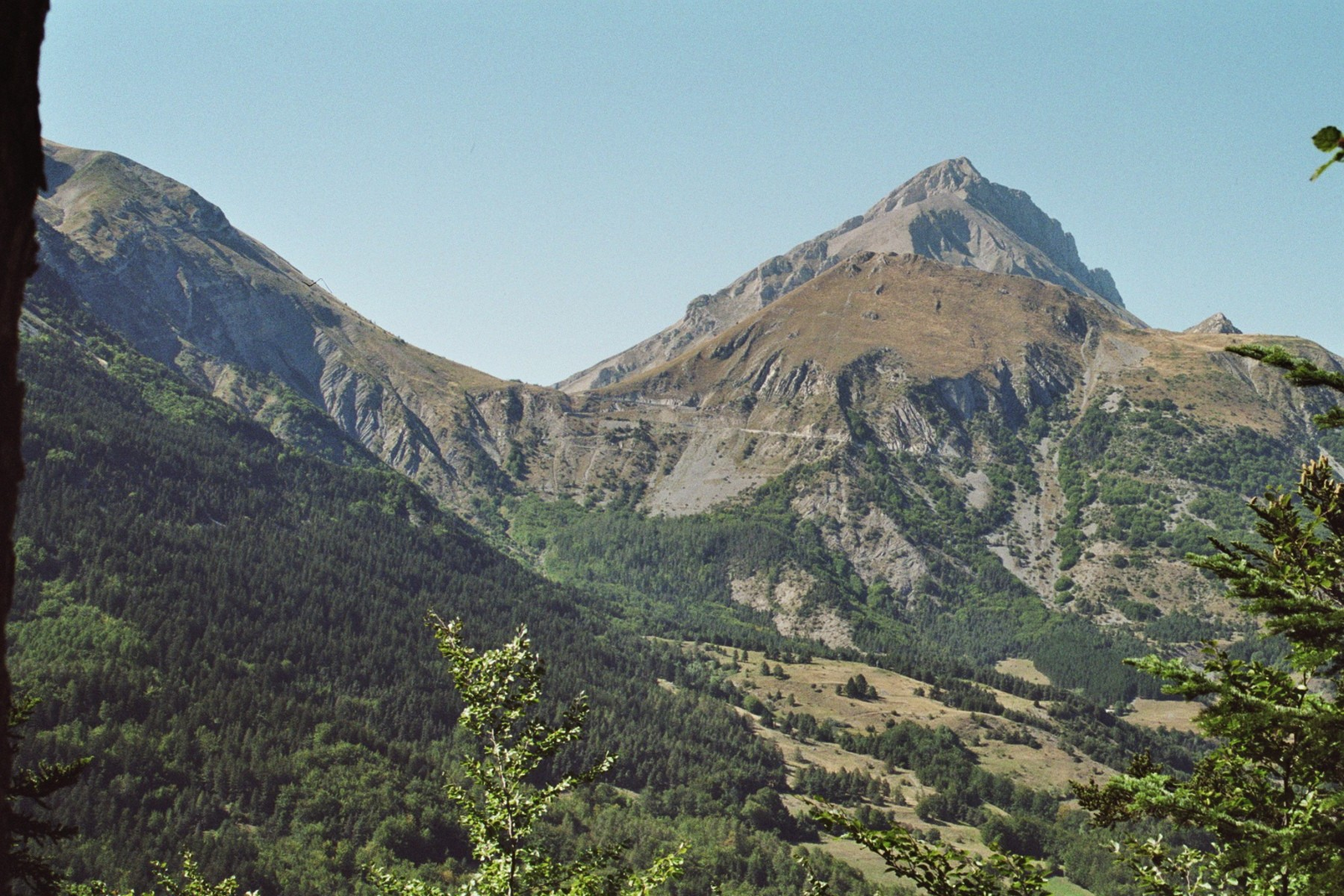
Le col du Noyer vu depuis le Champsaur

Le Champsaur ne communique avec le Dévoluy que par le col du Noyer (altitude 1 664 mètres). Ce col, d'accès pénible, est fermé près de six mois par an, du fait de l'enneigement et des chutes de pierres qui endommagent la route. Le détour par Corps et le défilé de la Souloise est souvent nécessaire. Saint-Étienne-en-Dévoluy est à 20 kilomètres de Saint-Bonnet par le col du Noyer, 35 par Corps. Quelques jours par an, la route du col est réservée aux cyclistes entre le Noyer et Saint-Étienne.
Vers l'est
La seule communication entre le Champsaur et l'extérieur est ici le col de Freissinières (altitude 2 782 mètres), autrefois couramment emprunté mais aujourd'hui réservé aux randonneurs.

### Transports publics
Les lignes de bus régionales Zou ! 520 à 526 relient les villages du Champsaur à Gap. Les liaisons Saint-Bonnet - Gap (Zou05 520) et Pont-du-Fossé - Gap  (Zou05 523) comptent 4 allers-retours quotidiens en semaine, auxquels s'ajoutent 3 ou 4 scolaires.
La ligne d'autocars Gap - Grenoble, du réseau Transisère, suit la RN 85. Deux allers-retours par jour sont assurés (sauf dimanches). Les cars font le crochet par Saint-Bonnet.
Aucune ligne de chemin de fer ne dessert le Champsaur. Paris est à environ 6 heures de Gap par autorail et TGV via Valence ou via Grenoble, ou 10h30 par train direct de nuit.
L'aérodrome le plus proche est celui de Gap-Tallard, à 10 kilomètres au sud de Gap, où aucune ligne régulière n'est proposée.

## Patrimoine

### Langue
Les parlers traditionnels ne se rencontrent plus guère en Champsaur. Cependant quelques souvenirs restent vivaces, et ressurgissent à l'occasion : contes, comptines, chansons, poèmes ou jurons en « patois », etc.
Historiquement, le Champsaur appartient à la zone de parlers provençaux, ou plus généralement occitans, de type vivaro-alpins, avec une influence francoprovençale sensible. De nombreuses spécificités apparaissent dans le vocabulaire. Ainsi on y dit ousseou pour ocèu ou ocel (oiseau : « Tout ousseou troba soun nic beou »), petcho pour pichot (petit : Petchos meinas petchos soucis, gros meinas gros soucis), charrièra pour carriera (rue), fouont pour font (source), etc.
Les traces de ce substrat linguistique sont apparentes dans une variété de termes ou d'expressions d'origine provençale  intégrés à la langue courante. L'Encyclopédie du Champsaur de Robert Faure en recense plusieurs centaines. Certains sont communs à la Provence (biaïs pour manière, néguer pour noyer) d'autres sont plus locaux (dzouves pour jeunes gens, campane pour cloche).

### Gastronomie
Le Champsaur possède plusieurs spécialités culinaires : tourtons, caillettes, escargots, tartes à la confiture, « oreilles d'ânes », ravioles, crouzets, tourtes de taillons, etc.
.
Les « repas du "tardon" et de la chèvre » sont dans chaque commune une occasion de festivité annuelle ou pluriannuelle. Ceux de Champoléon et de la Chapelle-en-Valgaudemar, début octobre, au « retour d'estive », attirent de très nombreux participants. Les fours communaux, longtemps abandonnés, sont de plus en plus remis en activité pour des cuissons collectives de pains, de pizzas, de tourtes, que les villageois se partagent. Au Noyer, c'est l'omelette pascale qui réunit tout le village.

### Écomusée
Champsaur et Valgaudemar se sont associés pour créer un « écomusée éclaté », dont les divers sites présentent chacun l'un des aspects les plus caractéristiques du pays et de son  Histoire. Tout en parcourant le pays, on peut ainsi visiter :
- « la maison de la botanique », au Noyer ;
- « la ferme de l'Histoire », à Pisançon (commune de Bénévent-et-Charbillac) ;
- « l'atelier - espace confluences », à Chaillol-1600 (commune de Saint-Michel-de-Chaillol) ;
- « le refuge des animaux », à Saint-Léger-les-Mélèzes ;
- « l'ancienne maison paysanne », à Pont-du-Fossé (commune de Saint-Jean-Saint-Nicolas) ;
- « l'école d'autrefois », à Saint-Jean (commune de Saint-Jean-Saint-Nicolas) ;
- « le moulin de Villar-Loubière » en Valgaudemar ;
- « la maison du berger », centre d'interprétation des cultures pastorales alpines, aux Borels (commune de Champoléon).

### Les canaux d'irrigation
Le Champsaur, en raison de sa situation géographique, a toujours manqué d'eau en été. Dès le Moyen Âge, des syndicats furent créés pour organiser l'arrosage.  En 1442, Louis XI autorisa la construction d'un canal de Pont-du-Fossé à Saint-Laurent, et en 1450, il autorisa les Gapençais à détourner le ruisseau d'Ancelle pour arroser leurs terres.
En 1774, le comte des Herbeys, dont le château est aujourd'hui une résidence hôtelière, fit construire un canal de dix-huit kilomètres de long pour amener sur la paroisse d'Aubessagne l'eau de la Séveraisse. Ce canal, abandonné, reste visible sur le terrain.

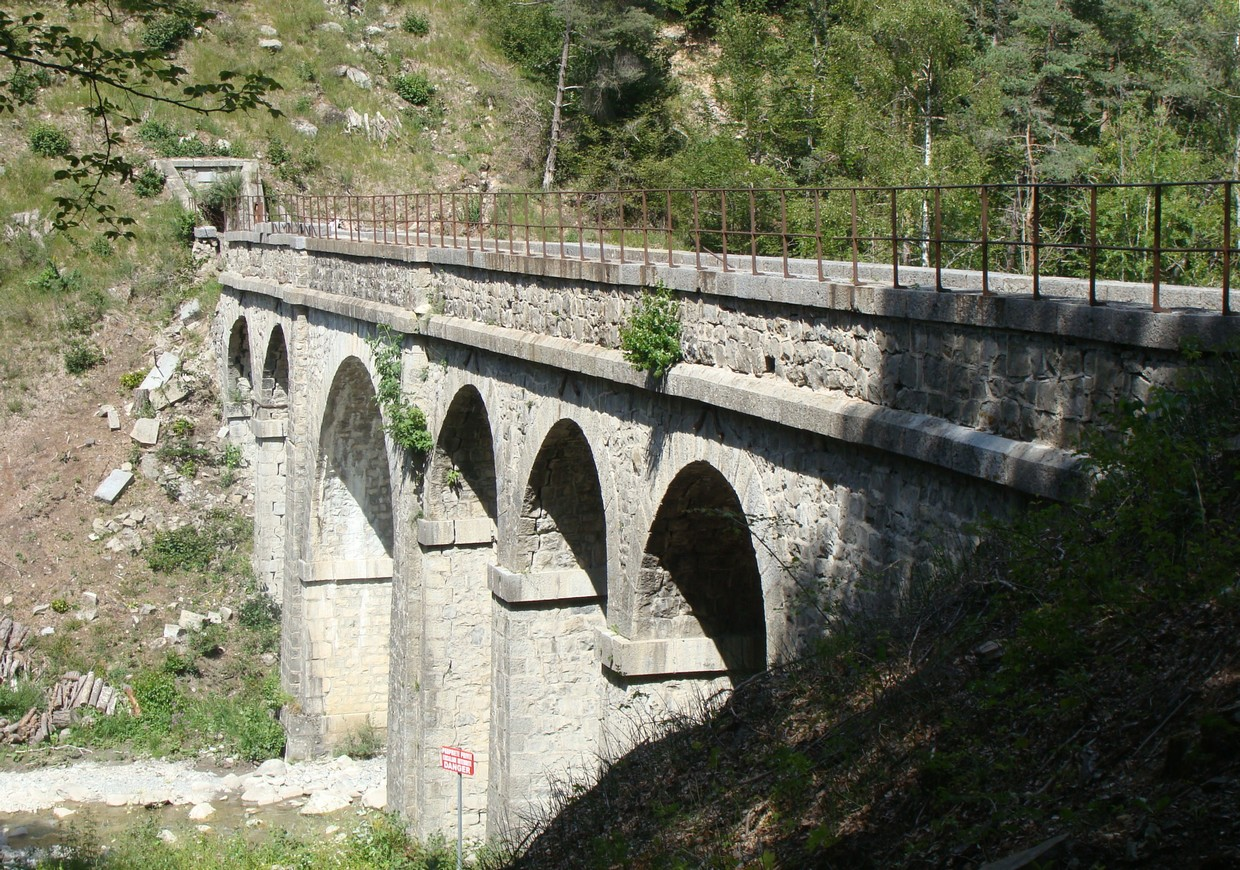
Le pont-aqueduc de Pont-de-Frappe, dit « aqueduc des Gorges »

Au XVIIIe siècle, les Champsaurins construisirent le canal de Pont-du-Fossé. Il avait son origine à l'entrée de la plaine de Chabottes, à 1120 mètres d'altitude, au lieu-dit Pont du Fossé, devenu depuis le principal hameau de la commune de Saint-Jean-Saint-Nicolas. De là, il partait à flanc de colline sur la rive gauche du Drac, traversait le ruisseau d'Ancelle par un aqueduc imposant, puis desservait les communes de la rive gauche jusqu'au Noyer, soit un parcours de près de trente kilomètres. Il a cessé de fonctionner en 1969. De nombreuses sections du canal sont encore visibles sur le terrain, ainsi que plusieurs de ses ouvrages d'art, notamment l'aqueduc de Pont de Frappe sur le ruisseau d'Ancelle, pont en maçonnerie d'environ 10 mètres de hauteur et 70 de longueur. L'ouvrage, longtemps abandonné, menaçant ruine, et interdit d'accès, a été récemment entièrement restauré, et sa visite fait partie d'un circuit de découverte.

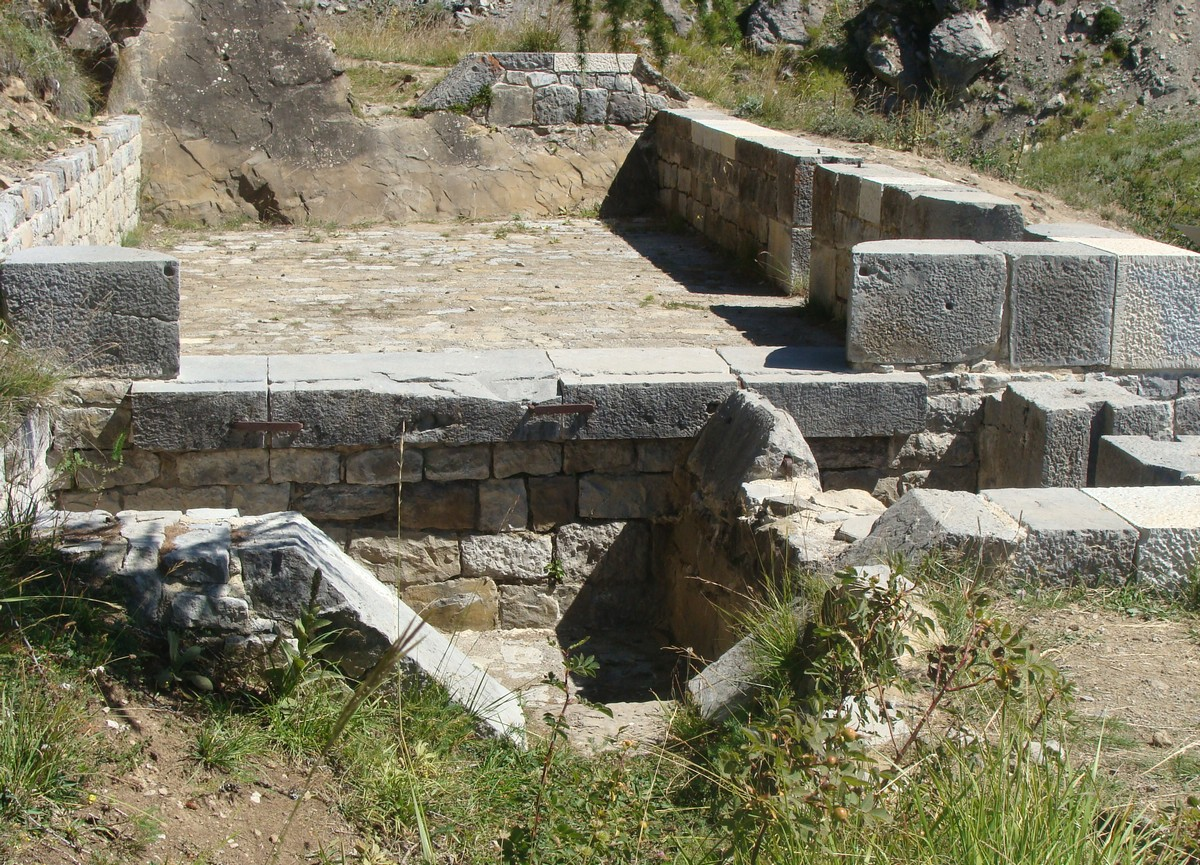
Le répartiteur de Chaillol
(autres photos sur commons)

En 1853, un décret impérial autorise la construction d'un canal destiné à amener l'eau du névé de Mal-Cros, situé à l'est du sommet du Vieux Chaillol, jusqu'aux villages de Saint-Michel-de-Chaillol, Buissard, Saint-Julien et Saint-Bonnet. La difficulté et le coût de l'entretien dépassaient les moyens matériels et humains des intéressés. Le canal de Mal-Cros ne fonctionna que quelques décennies avant d'être purement et simplement abandonné. Il en reste aujourd'hui de nombreuses traces, aussi bien en altitude (la « cabane des Parisiens », au col de Riou Beyrou, et un tronçon en tunnel dans le travers de Tourond) qu'à Chaillol même (le répartiteur) et à l'est de Chaillol, où le tracé du canal a été aménagé en promenade à flanc de colline ; le lac-réservoir des Barbeyroux, préservé, est devenu un lieu de promenade et de pèche. 
De nombreux autres canaux ont été construits au cours du XIXe siècle, dont la plupart ont disparu dans les années 1960. Certains par contre sont toujours en activité. C'est le cas notamment du canal de Gap, construit en 1864 et restauré en 1954, qui prend sur le Drac aux Ricoux, en amont de Pont-du-Fossé, franchit le ruisseau d'Ancelle par un aqueduc et passe en tunnel sous le col de Manse pour alimenter en eau la ville de Gap. En Valgaudemar, un canal de dérivation de la Séveraisse alimente une usine hydroélectrique à Saint-Maurice. En aval de cette usine, canal plus modeste va desservir une autre usine hydroélectrique à Saint-Firmin. Autour de Molines-en-Champsaur, plusieurs dérivations de la Séveraissette sont elles aussi en activité pour l'irrigation. Le canal de Saint-Bonnet, dérivation du Drac en rive droite, alimente encore, à défaut de la ville elle-même, une micro-centrale dans le quartier du Moulin.

### À voir en Champsaur
Dans le Champsaur : 

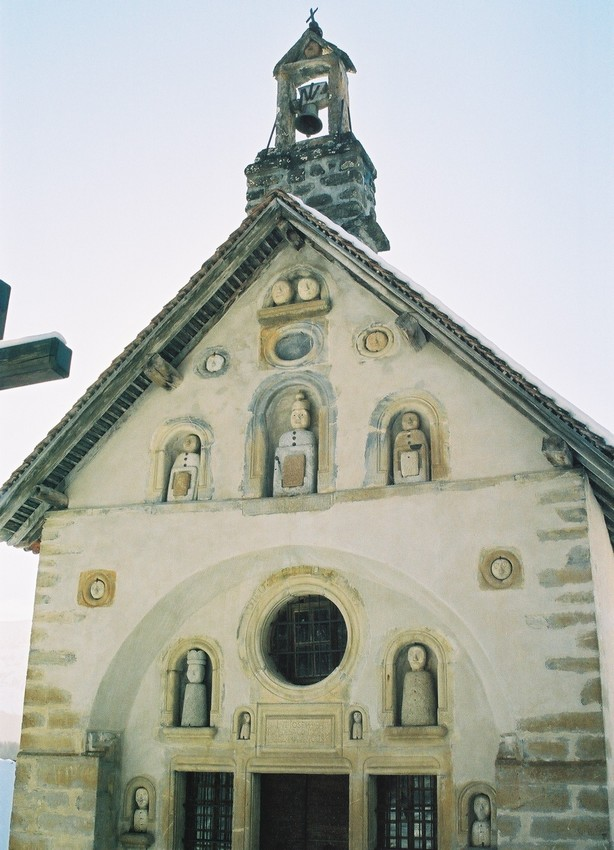
La chapelle des « Pétêtes » à l'Aubérie

- au-dessus d'Orcières : Prapic et le saut du Laire, le lac des Estaris ;
- dans la vallée de Champoléon : Méollion, la cascade d'Emblard, la cascade des Prêles, le refuge du Tourond, les lacs de Crupillouse, Vallonpierre ;
- à Saint-Jean-Saint-Nicolas : la colline de Frustelle, le manoir de Prégentil (monument historique inscrit en 1988), la « maison de la vallée » ;
- à Ancelle : le château, le site archéologique de Faudun et le pic Saint-Philippe ;
- à Pont-de-Frappe : les aqueducs du canal de Pont-du-Fossé et du canal de Gap ;
- au-dessus de Forest-Saint-Julien : le Puy de Manse, la roue à eau de la Vilette ;
- à Saint-Michel-de-Chaillol : les restes du canal de Mal-Cros, le Col de la Pisse ;
- à Saint-Julien-en-Champsaur : la fontaine sulfureuse ;
- à Saint-Bonnet-en-Champsaur : les maisons XVIe siècle, les tounes, la halle ;
- à Laye : le monument aux morts de la Résistance ;
- à La Fare-en-Champsaur : le site de Notre-Dame de Bois-Vert ;
- au Noyer : la cascade Sainte-Catherine, le col du Noyer ;
- à Bénévent-et-Charbillac : la chapelle des Pétêtes (monument historique classé en 1994) ;
- dans la vallée de la Séveraïssette : Molines et le vallon du Roy ;
- au Glaizil : les ruines du château-fort de Lesdiguières ;
- à Chauffayer : le château des Herbeys ;
- au Motty : le défilé des gorges du Loup.

et en Valgaudemar :
- au fond de la vallée : la cascade du « voile de la mariée », le refuge du Gioberney, le lac du Lauzon, le glacier des Rouies ;
- au-dessus des Andrieux : le lac de Pétarel, dit « miroir de l'Olan » ;
- au-dessus de la Chapelle : les Oules du Diable et le vallon de Navette ;
- à la Chapelle et à l'Ubac de Saint-Maurice, en hiver : les sculptures sur glace ;
- à Saint-Firmin : les ruines du château-fort.

## Personnalités liées au Champsaur

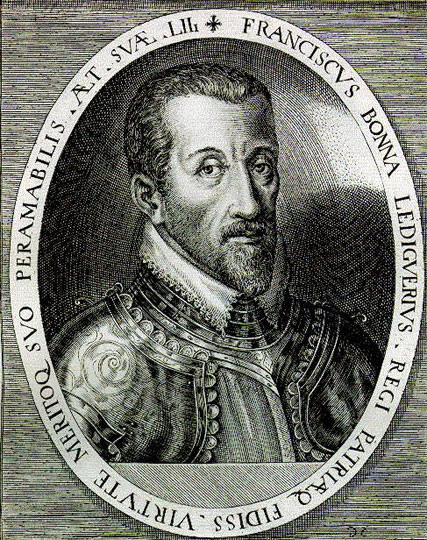
François de Bonne, duc de Lesdiguières

- Guillaume Farel (1484-1565), disciple de Calvin, introducteur du protestantisme dans le Champsaur
- François de Bonne, Duc de Lesdiguières (1543-1626)
- Martin Albert de Champoléon, adjoint et beau-frère de Lesdiguières, nommé par lui gouverneur de Gap en 1557
- Sébastien de Roux, seigneur de Prégentil, dit le capitaine Bastien, auteur de la prise de Corps par les troupes réformées
- Louis-François comte des Herbeys, constructeur du canal d'irrigation de Chauffayer en 1775
- Dominique Villars, né au Noyer en 1755, botaniste, doyen de la faculté de médecine de Strasbourg
- Blanc de la Nautte, né à Aspres-lès-Corps, diplomate, anobli par Napoléon Ier
- Le comte d'Hauterive, fils de Blanc de la Nautte, élu député de Gap en 1839 contre Adolphe Thiers
- Paul Robert, fils d'un voiturier de Saint-Bonnet, auteur du Grand dictionnaire de la langue française
- Vivian Maier (1926-2009), photographe de rue américaine, qui vécut une partie de son enfance à Saint-Julien-en-Champsaur, d'où sa mère était originaire, et y revint plus tard à plusieurs reprises.
- Paul Champsaur, qui fut directeur général de l'INSEE, puis président de l'ART et de l'ARCEP
- Guy Aubert, né aux Costes en 1938, qui fut directeur général du CNRS puis du CNED
- Michel Crespin, né à Saint-Bonnet, dessinateur de bande dessinée
- Pierre Bernard-Reymond, sénateur des Hautes-Alpes, ancien ministre et ancien maire de Gap, dont la famille est champsaurine.
- Pierre-Gilles de Gennes, prix Nobel de Physique, dont la famille est champsaurine depuis quatre générations
- Sébastien Ogier, originaire de Forest-Saint-Julien, octuple champion du monde des rallyes (2013-2018 ; 2020-2021).
- Emmanuel Faber, DG de Danone, dont la famille est originaire de Saint-Bonnet, y a passé sa jeunesse.
- Robert Faure, journaliste blogueur, né à Prégentil, auteur de six livres sur le Champsaur.
- Jean-Michel Bertrand, photographe, cinéaste animalier et réalisateur français, auteur de plusieurs films documentaires consacrés au loup

## Dans la culture
- Plusieurs scènes de la série policière télévisée Alex Hugo ont été tournées dans les paysages du Champsaur.